# Британський інститут стандартів
Британський інститут стандартів (англ. British Standards Institution, BSI) — найбільший світовий провайдер стандартів, що покриває всі аспекти сучасної економіки від захисту інтелектуальної власності до технічних специфікацій систем індивідуального захисту. Це незалежна організація, що діє відповідно до Статуту, вперше прийнятим в 1929 р. і переглянутим в 1981 р. Зараз Група працює у 195 країнах. Основним бізнесом залишаються послуги, пов'язані зі стандартами, хоча більшість доходів Групи надходить від оцінки та сертифікації систем управління.

## Історія

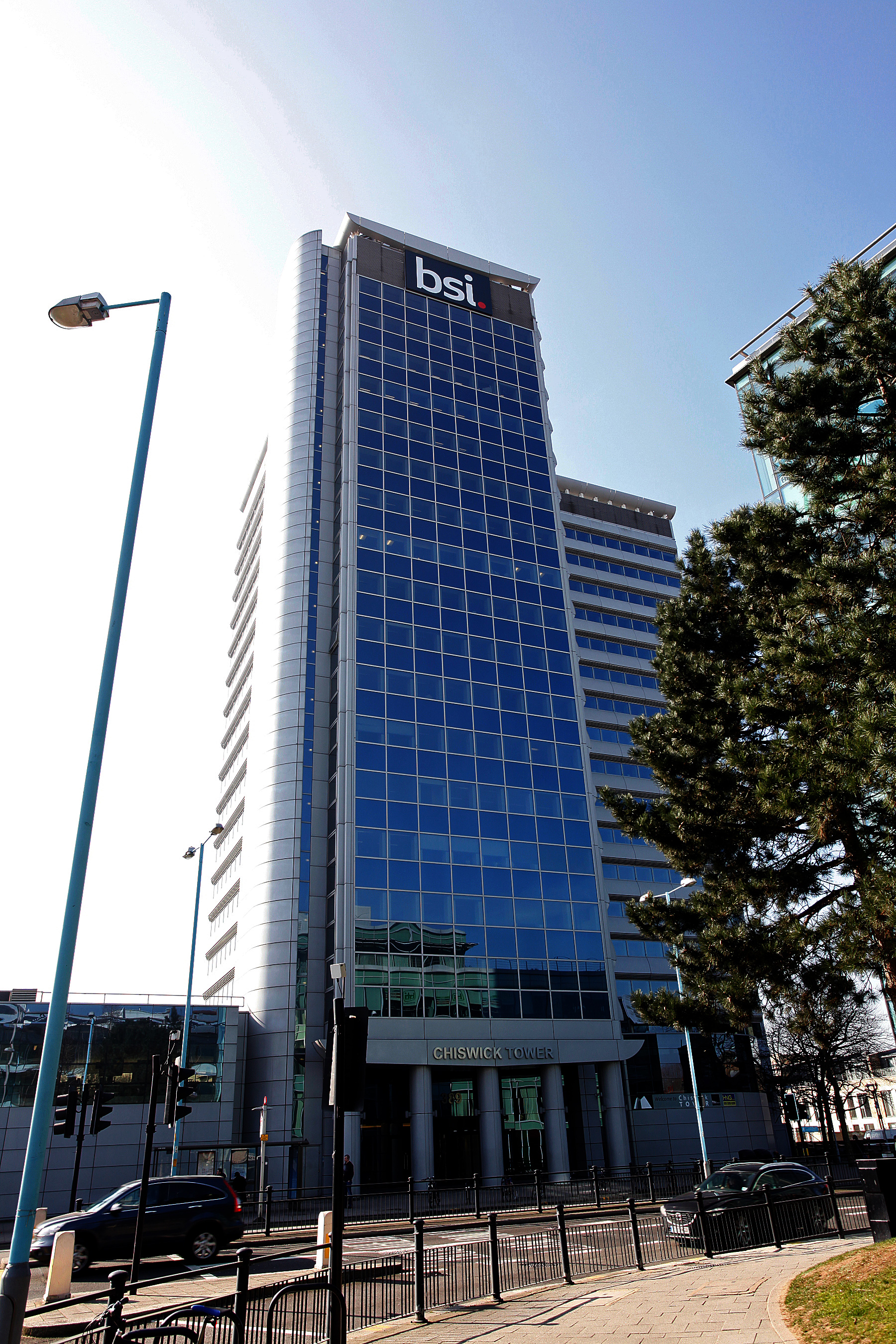
BSI Group headquarters building in Gunnersbury, West London, featuring the BSI Group logo

Між BSI і урядом Великої Британії. У 1952 р. був підписаний меморандум про взаєморозуміння, в якому BSI визначається як повноважний орган, відповідальний за розвиток національної стандартизації. Дії BSI не суперечать законодавству Сполученого Королівства Великої Британії і Північної Ірландії. Уряд визнає статус BSI як національного представника країни в ІСО, МЕК, СЕН і СЕНЕЛЕК. У меморандумі підкреслюється, що зміст і форма національних стандартів повинні бути зручні для використання їх при контролі якості продукції, сертифікації відповідності, а також при торгових переговорах і укладанні контрактів. Зі свого боку BSI вважає пріоритетними ті напрямки стандартизації, які відповідають національним інтересам. Якщо такі напрямки сполучені зі строкової розробкою нового або переглядом чинного нормативного документа, що зазвичай вимагає наукових досліджень — фінансування здійснює уряд. У всіх інших ситуаціях BSI обходиться власними силами.

## У світі
BSI представляє Велику Британію в міжнародних організаціях з стандартизації і приймає рішення про використання міжнародних стандартів у країні. У ІСО, BSI веде стандарти 111 технічних комітетів і підкомітетів, в МЕК — 26 технічних комітетів і підкомітетів, в СЕН — 29 , в СЕНЕЛЕК — 11. При підготовці проєктів національних стандартів у максимальному ступені враховуються вимоги нормативних документів, прийнятих цими організаціями.
BSI бере участь у роботах з єдиного ринку Європи, для чого в структурі інституту створено 10 підрозділів. Велике значення надається укладення угод про взаємне визнання сертифікатів на системи забезпечення якості на підприємствах для виключення багаторазових перевірок. Підписані угоди з німецькою, швейцарською, бельгійської та іншими національними організаціями, відповідальними за сертифікацію систем забезпечення якості. Особливо можна відзначити ще два напрями в діяльності BSI, не так часто зустрічаються в практиці національних організацій по стандартизації. Перше-забезпечення безпеки інвалідів, зокрема сліпих. Відповідно до директиви ЄС про небезпечні препарати BSI прийнятий стандарт « Вимоги до дотикальних попереджувальних знаків на упаковці», який введено в дію в 1991 р. Друге—служба технічної допомоги британським фірмам — експортерів з питань, пов'язаних з технічними регламентами, системами сертифікації країн — імпортерів та інші. Для виробників сільськогосподарського обладнання з урахуванням їх основних імпортерів (ФРН і Швейцарія) організовано інформаційне обслуговування з технічним правилам, вимогам національних нормативних документів. Замовникам надається огляд діяльності правових органів країн — імпортерів з додатком переведених на англійську мову відповідних законів і стандартів.

## Розробка стандартів

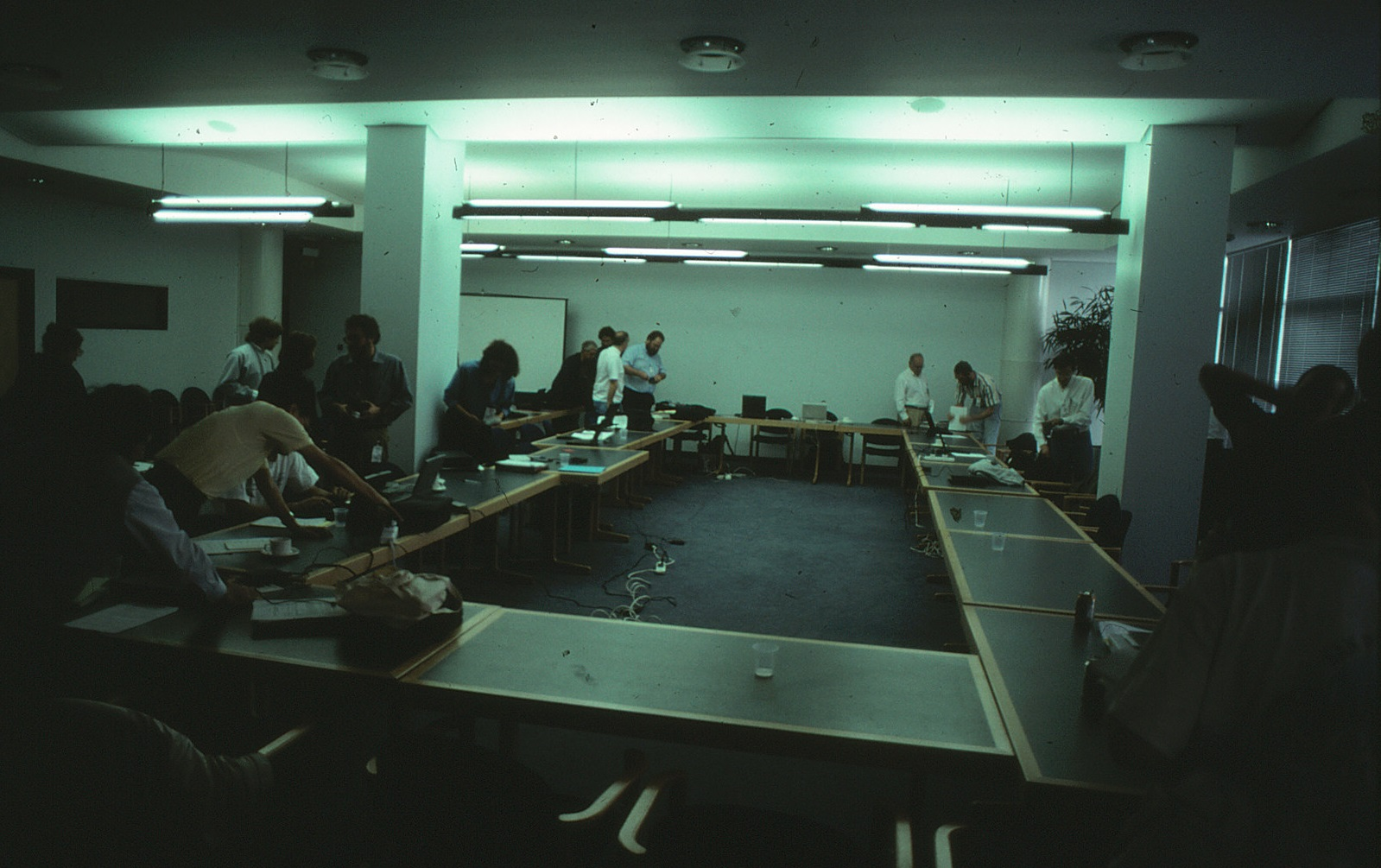
Meeting of the international standards committee for the C++ programming language, hosted at the British Standards Institution in 1997

Процедура розробки нормативного документа починається з отримання замовлень на створення стандарту. Замовниками можуть бути представники організацій — споживачів, виробники продукції, будь-які інші організації. Кожну пропозицію розглядає Керуюча рада, яка при позитивному рішенні доручає відповідному технічному комітету розробити проект стандарту . Технічний комітет зобов'язаний у своїй роботі керуватися британським стандартом BS-O « Британська система стандартів». Якщо об'єкт стандартизації представляє інтерес для уряду (наприклад, в аспекті створення технічного регламенту), то як консультант у роботі комітету бере участь уповноважений представник від уряду. Перша редакція проекту стандарту розсилається на відгук зацікавленим сторонам, а остаточний проект надходить у відповідний комітет по стандартам, який має право дозволяти публікацію нормативного документа. Якщо дозвіл на публікацію підписує представник Галузевої і Керуючої ради, то стандарт вважається прийнятим.

## Керування інформацією
Інформаційним забезпеченням стандартизації та поширенням інформації про стандарти займається центральна довідкова служба, яка має автоматизовану систему інформації « Standardline». Система організована з урахуванням участі BSI в діяльності ІСО і є складовою частиною ІСОнет. " Standardline " дозволяє оперативно відшукати інформацію про стандарти і доповненнях або зміни, внесені до них, знайти дату прийняття та скасування стандарту, замовити копію стандарту на будь-яких носіях. У свою чергу абонентами " Standardline " є понад 30 країн світу.
Щорічно в системі " Standardline " обробляється понад 150 тис. запитів, а сама система постійно вдосконалюється. Серед нововведень — служба BSUS, абонентами якої складаються більше 500 фірм. Служба займається актуалізацією фонду фірмових стандартів. Інша служба — PERINORM — створена у співпраці з німецькою і французькою національними організаціями по стандартизації. Загальна кількість діючих національних стандартів досягає 20 тис.

## Управління якістю
Крім стандартизації, BSI очолює роботи з управління якістю та сертифікації. Питаннями якості та сертифікації керує Рада з забезпечення якості, що підкоряється Керуючій раді. BSI має випробувальний центр, який проводить випробування серійної продукції широкого діапазону — від електронного обладнання до дитячих ліжок. Випробування здійснюються як на відповідність вимогам безпеки, так і на відповідність продукції національним стандартам. Центр BSI вважається одним їх найавторитетніших у світі, і практично всі країни визнають його сертифікати відповідності без повторних випробувань. У випробувальному центрі є спеціальний відділ, який координує акредитацію випробувальних лабораторій — технічний відділ по забезпеченню якості. У Великій Британії застосовується особливий знак якості Keymark, що підтверджує надійність виробу в експлуатації
Стабільність якості сертифікованої продукції контролюється шляхом регулярних перевірок діючої у виробника системи забезпечення якості на її відповідність міжнародним стандартам ISO серії 9000 (або BS 5750 " Системи якості "). Більше 1600 британських фірм отримали право застосування знаку відповідності Keymark, що підтверджує безпеку виробу в експлуатації. BSI видає довідник, куди включаються відомості про фірми, продукція яких відповідає національним стандартам — «Регістр фірм, що випускають і продають продукцію високої якості». Число таких фірм перевищує п'ять тисяч.

## Сертифікація
Діяльність BSI охоплює сертифікацію продукції і систем управління, інспекції товарів народного споживання, випробування продукції та навчання. BSI має власний випробувальний центр, діяльність якого визнана в усьому світі. Стабільність якості сертифікованої продукції забезпечується регулярним контролем виробів виробника на відповідність міжнародним стандартам 180 серії 9000. У   Великій Британії застосовується особливий знак якості Keymark, що підтверджує надійність виробу в експлуатації

## Послуги
- Розробка і продаж міжнародних та національних стандартів і рекомендацій[7]
- Випробування і сертифікація продукції та послуг[8]
- Розробка IT рішень для бізнесу
- Навчання за Стандартами, Системам Менеджменту і кращим світовим практикам[9]
- Послуги та рішення щодо систем менеджменту
- Послуги з оцінки та сертифікації[10]
- Маркування CE

## Ключові етапи

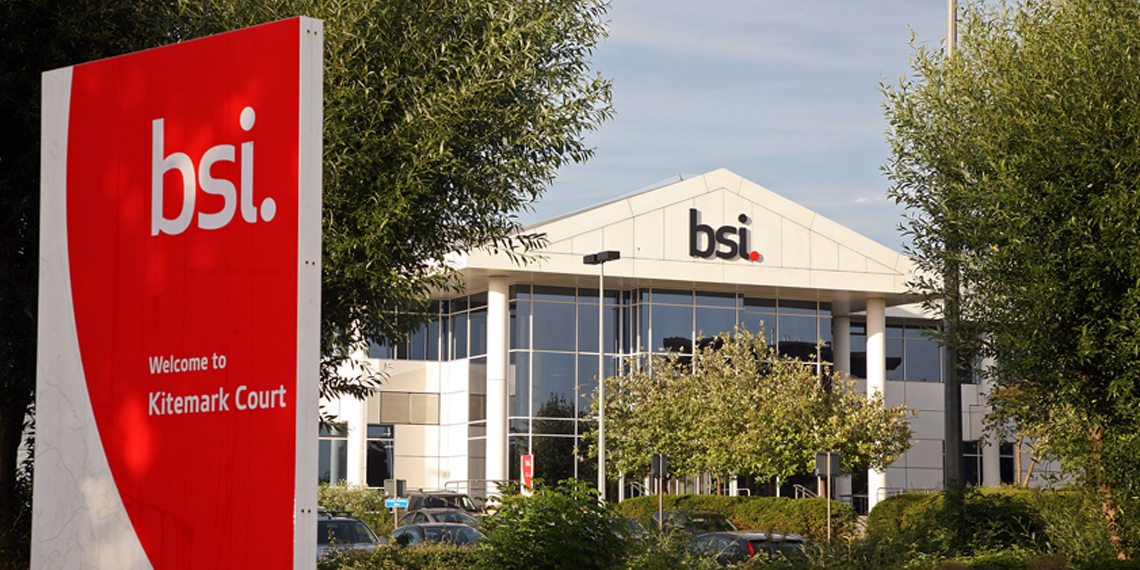
BSI EMEA headquarters in Milton Keynes

- BSI перший у світі національний орган зі стандартизації.
- BSI створив один з перших у світі знаків якості в 1903 році, коли букви «B» і «S» (для британського стандарту) були об'єднані з V (для перевірки) для виготовлення логотипу Kitemark[en].
- BSI відіграв важливу роль у формуванні ISO, Міжнародної організації зі стандартизації, у 1947 р., Та її європейського еквівалента, CEN, у 1961 р.[11]
- BSI став першопрохідцем у розробці стандартів систем менеджменту: першим з яких був BS 5750, оригінальний стандарт систем менеджменту якості, який сформував шаблон для серії стандартів якості ISO 9000, вперше опублікований у 1994 році.[12]
- BSI опублікував перший у світі стандарт екологічного менеджменту BS 7750 у 1992 році. Це призвело до публікації першого міжнародного стандарту екологічного менеджменту ISO 14001 у 1996 році. BSI також опублікував перший у світі стандарт сталого розвитку, BS 8900, у 2006 році.
- Функціонування систем управління BSI у Великій Британії було нейтральним до вуглецю з 2006 року. BSI скоротив службові поїздки персоналу на 200 000 миль на рік та інвестував у компенсацію викидів вуглецю у Великій Британії та Болгарії.[13]
- BSI щорічно з 2004 року номінується на посаду Business Superbrand у Великій Британії. BSI наразі займає позицію № 1. 42 з 500 організацій.[14]

## Оцінка та сертифікація систем управління

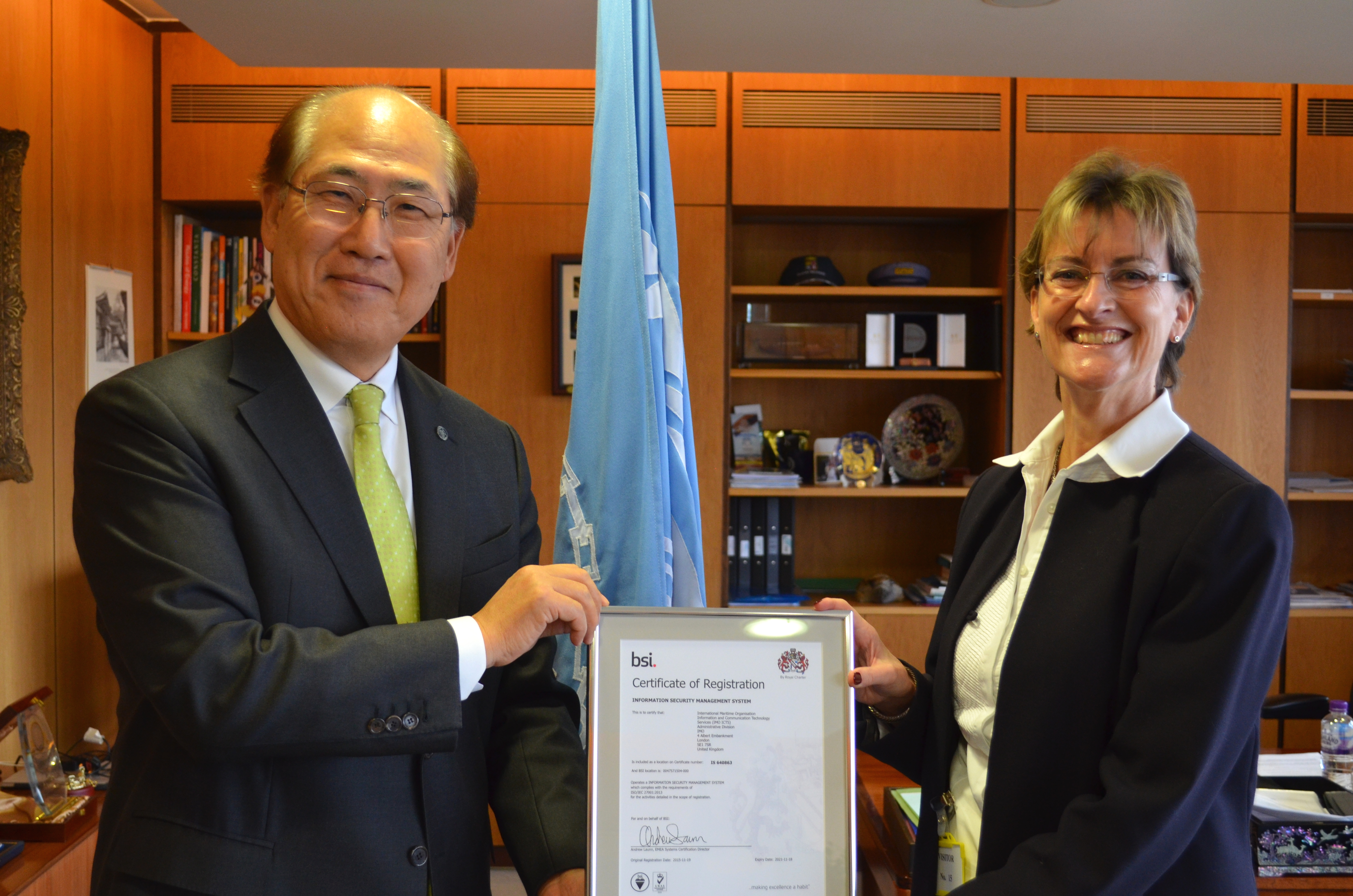
BSI representative presenting a standards certification to the International Maritime Organization in 2018

Маючи 80 000 клієнтів, BSI є одним із найбільших у світі органів сертифікації. Він проводить аудит і надає сертифікацію компаніям по всьому світу, які впроваджують стандарти систем управління. BSI також проводить навчальні курси, які охоплюють вимоги впровадження та аудиту національних та міжнародних стандартів систем менеджменту.

Він незалежно акредитований і оцінює широкий спектр стандартів та інших специфікацій, включаючи:
- ISO 9001 (Якість)
- ISO 13485 (Системи менеджменту якості медичного обладнання)
- [ISO 14001] (Довкілля),
- ISO 50001 (Системи енергоменеджменту),
- BS 65000 (Стійкість організації),
- ISO 45001 (Охорона праці),
- ISO/IEC 27001 (колись BS 7799 - безпека інформації),
- ISO/IEC 20000 (колись - BS 15000 для управління ІТ-послугами);
- PAS 99 (Комплексне управління),
- ISO 22301 (Соціальна безпека – Системи управління безперервністю бізнесу – Вимоги),
- Перевірка викидів парникових газів,
- RSPO Круглий стіл з питань сталої пальмової олії
- SA8000 (Соціальна відповідальність) і
- Стандарти та специфікації безпечності харчових продуктів, в т.ч ISO 22000.
- AS9100, AS9110, AS9120 Аерокосмонавтика*Система торгівлі викидами ЄС (EU ETS)

## Послуги з тестування та охорони здоров'я

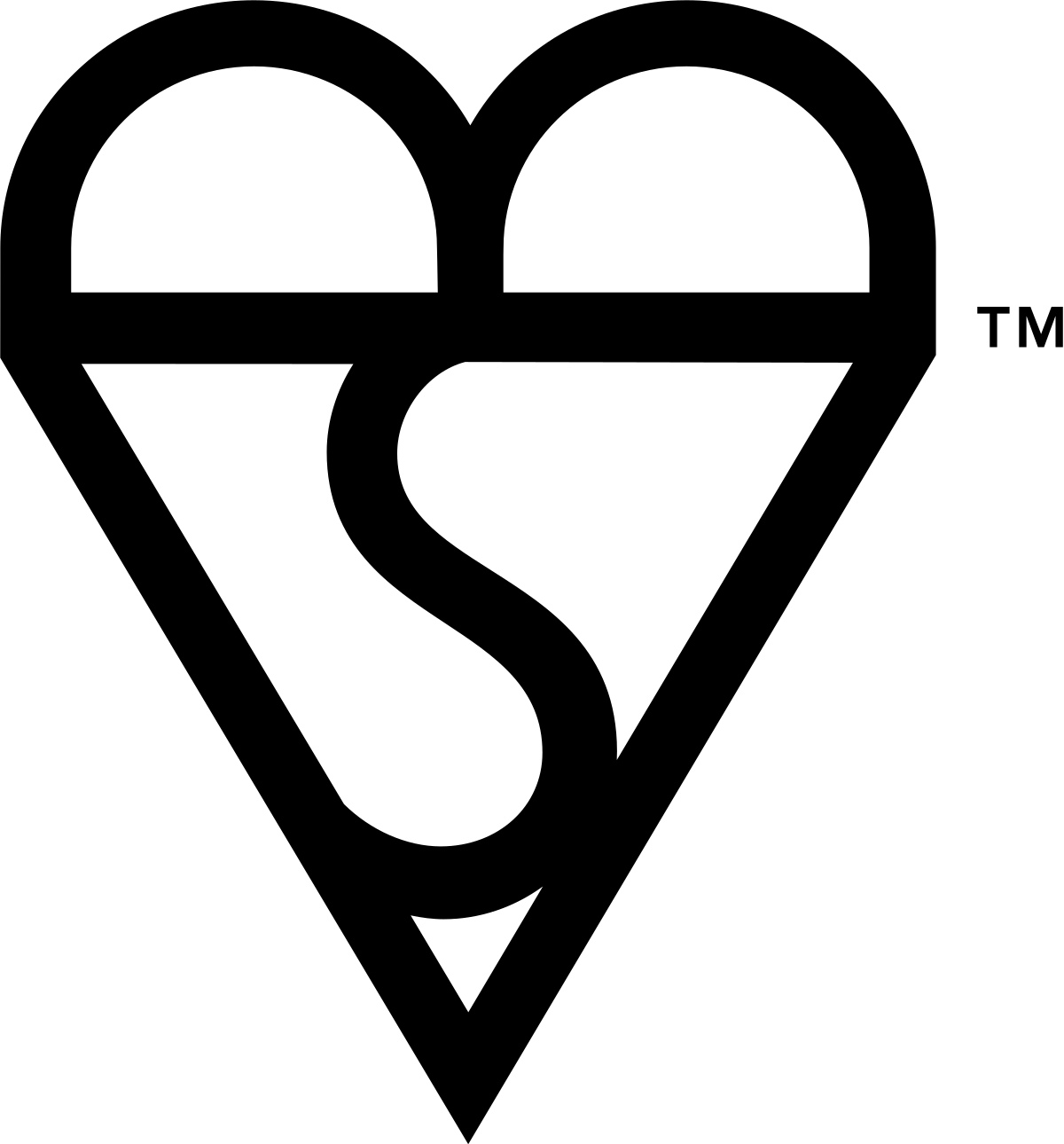
Символ сертифікації BSI Group Kitemark

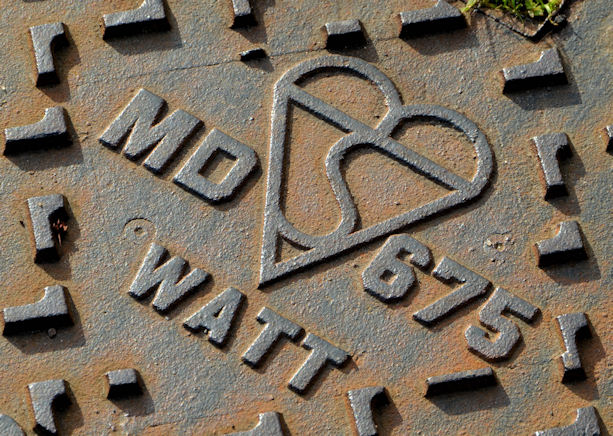
Kitemark symbol as seen on an access cover in Newtownards, Northern Ireland

У службі Testing Services найвідомішим продуктом BSI у Великій Британії є Kitemark, зареєстрований знак сертифікації, вперше використаний у 1903 році. Kitemark — який впізнають 82 % дорослих британців — означає продукти або послуги, які були оцінені та перевірені як відповідні вимогам відповідної специфікації або стандарту в рамках схеми Kitemark.
BSI також проводить тестування продукції на відповідність ряду сертифікатів, у тому числі на маркування CE. Маркування CE має бути нанесене на широкий спектр продуктів, призначених для продажу в Європейській економічній зоні. Часто виробникам або імпортерам потрібна стороння сертифікація свого продукту від акредитованого або «уповноваженого» органу. BSI має статус уповноваженого органу щодо 15 директив ЄС, включаючи будівельні вироби, морське обладнання, обладнання під тиском та засоби індивідуального захисту.
BSI також проводить тестування для виробників, які розробляють нові продукти, і має засоби для тестування в широкому діапазоні секторів, включаючи будівництво, протипожежну безпеку, електричні та електронні та інженерні вироби.
В рамках Healthcare BSI надає огляди нормативно-правових актів та управління якістю та сертифікацію продукції для виробників медичних виробів у Європі, США, Австралії, Японії, Тайвані, Канаді та Китаї. Це лідер ринку в США, найбільшому ринку медичних послуг у світі.

## Придбання
Починаючи з 1998 року, BSI Group прийняла політику міжнародного зростання шляхом придбання, як показано нижче:
- 1998: CEEM, США та International Standards Certification Pte Ltd, Сінгапур
- 2002: сертифікаційний бізнес KPMG в Північній Америці
- 2003: BSI Pacific Ltd, Гонконг
- 2004: сертифікаційний бізнес KPMG в Нідерландах
- 2006: Ніш Церт, Німеччина; Entropy International Ltd, Канада та Велика Британія; Benchmark Certification Pty Ltd, Австралія; ASI-QS, Велика Британія
- 2009: Відділ безпеки ланцюга постачання First Advantage Corp. США; Certification International S.r.l, Італія; EUROCAT, Німеччина
- 2010: GLCS, провідний сертифікатор споживчого обладнання, пов'язаного з газом, у Великій Британії та один з трьох найкращих у Європі,[22] сертифікаційний бізнес BS Services Italia S.r.l. (BSS); Systems Management Indonesia (SMI).
- 2013: 9 травня 2013 — NCS International та її дочірня компанія NCSI Americas, Inc.[23]
- 2015: 24 січня — EORM, американська консультаційна компанія, що спеціалізується на послугах з охорони навколишнього середовища, охорони здоров'я, безпеки (EHS) та сталого розвитку[24]
- 2015: 30 січня — бізнес із сертифікації систем управління PwC у Південній Африці[25]
- 2015: 3 червня — Hill County Environmental Inc, американська консалтингова компанія з екологічних та інженерних послуг[26]
- 2016: 4 квітня — Espion Ltd та Espion UK, експерти з управління та захисту корпоративної інформації[27]
- 2016: 15 August — Atrium Environmental Health and Safety Services LLC, experts in occupational safety, industrial safety and environmental compliance[28]
- 2016: 15 серпня — ТОВ «Атріум Екологічні Служби Здоров'я та Безпеки», експерти з охорони праці, промислової безпеки та екологічної відповідності[29]
- 2016: 4 October — Info-Assure Ltd, a leading provider of cyber security and information assurance[30]
- 2016: 4 жовтня — Info-Assure Ltd, провідний постачальник кібербезпеки та забезпечення інформації[31]
- 2017: 5 грудня — Невіл Кларк, експерт із вдосконалення бізнес-процесів  [Архівовано 19 жовтня 2021 у Wayback Machine.]
- 2018: 8 листопада — AirCert GmbH, спеціалізована аерокосмічна сертифікаційна компанія, розташована в Мюнхені, Німеччина[32]
- 2019: 3 квітня — AppSec Consulting, американська компанія з кібербезпеки та стійкості до інформації[33]
- 2021: 1 лютого — Q-Audit, акредитований JAS-ANZ орган з аудиту охорони здоров'я, який базується в Сіднеї, Австралія, та Окленді, Нова Зеландія.[34]

## Дивись також
- Європейський комітет з електротехнічної стандартизації (CENELEC)
- Європейський комітет зі стандартизації (CEN)
- Європейський інститут телекомунікаційних стандартів (ETSI)
- Міжнародна електротехнічна комісія
- Міжнародний стандарт
- Міжнародна організація зі стандартизації
- ISO 9000
- ISO 22000
- ISO/IEC 27000
- Система керування вмістом
- Стандартизація